# 1403
| 1403               |
| ------------------ |
| Dødsfald - Fødsler |
|                    |

| Gregoriansk kalender | 1403 MCDIII             |
| Ab urbe condita      | 2156                    |
| Armensk kalender     | 852 ԹՎ ՊԾԲ              |
| Kinesiske kalender   | 4099 – 4100 壬午 – 癸未 |
| Etiopisk kalender    | 1395 – 1396             |
| Jødisk kalender      | 5163 – 5164             |
| Hindukalendere       |                         |
| - Vikram Samvat      | 1458 – 1459             |
| - Shaka Samvat       | 1325 – 1326             |
| - Kali Yuga          | 4504 – 4505             |
| Iransk kalender      | 781 – 782               |
| Islamisk kalender    | 805 – 806               |

Regent i Danmark: Margrete 1. 1387-1412 og formelt Erik 7. af Pommern 1396-1439
Se også 1403 (tal)

## Begivenheder
- Dronning Margrete forsøgte at erobre Gotland fra Tyske orden, men det mislykkedes.
- Præstø fik købstadrettigheder

## Født
- 22. februar – Karl 7. blev født, senere fransk konge fra 1422 til 1461.